# 竹居安五郎
竹居 安五郎（たけい やすごろう、文化8年4月15日（1811年6月5日） - 文久2年10月6日？）は、日本の侠客。言葉にどもりがあり、竹居の吃安（どもやす）とも言われる。本名は中村安五郎で、名は安蔵とも記される。甲州博徒の一人で、上黒駒村出身の黒駒勝蔵の兄貴分としても知られる。

## 略歴

### 出生から伊豆新島流罪
甲斐国東八代郡竹居村（山梨県笛吹市八代町竹居）に生まれる。生家の中村家は竹居村の名主を務めた家柄で、父は甚兵衛、母は「やす」。安五郎は甚兵衛の4男。父の甚兵衛は無宿人を取り締まる郡中総代にも任じられている。
安五郎の青年期には甲斐国でも無宿・博徒の活動が活発化し、天保7年（1836年）8月に発生した天保騒動は甲斐一国規模の一揆となり、「悪党」と呼ばれた多くの無宿が騒動に参加し激化した。天保8年（1837年）2月23日、村内における暴力事件をはじめ喧嘩や博打を繰り返し博徒となる。後述の兄に宛てた金銭の工面を依頼する直筆書簡が残されている。
安五郎は富士川舟運を活動域として駿河方面にも進出し、縄張りの重なる鴨狩津向村（市川三郷町）の津向文吉と抗争を繰り広げ、弘化2年（1847年）には鰍沢（富士川町）において文吉との間で出入が発生している。なお、津向文吉は嘉永2年（1849年）に捕縛され八丈島に流刑となり、博徒間抗争から脱落する。
甲府町年寄『坂田家御用日記』天保11年（1840年）条によれば、安五郎は同年に博打の罪により中追放刑となり、翌天保12年にも博打の罪で重敲刑（じゅうたたきけい）に処せられている。

### 島抜けの成功から牢死
嘉永4年（1851年）、諸般の罪科により伊豆国の新島に流罪となる。嘉永6年（1853年）6月8日深夜、安五郎はじめとする流人の無宿7人が新島からの島抜けを行い、成功する。伊豆国を管轄する韮山代官所が黒船来航への対応で忙殺されているなかの出来事であった。島抜けを行ったのは安五郎のほか丑五郎、貞蔵、造酒蔵、角蔵、源次郎、長吉の7人で、島抜けに際して島役人宛に残した書置「書置申一礼之事」（新島村博物館所蔵）によれば、丑五郎・貞蔵・角蔵の3人は前年の嘉永5年4月15日に島抜けを決意し、安五郎に計画を持ちかけたという。島抜けの当日深夜、7人は新島の名主・前田吉兵衛宅を襲撃し吉兵衛を殺害、吉兵衛の孫・弥吉を縛り上げ負傷させると、吉兵衛宅から鉄砲を入手した。さらに一行は島民の市郎左衛門・喜兵衛宅を襲撃し、水主である両名を拉致する。ここでも丑五郎は殺人を行っている。一行は漁船を盗むと島抜けを敢行し、伊豆半島の網代に上陸した。
網代に上陸した安五郎は甲斐境村名主の天野海蔵や伊豆田方郡間宮村（函南町）の博徒大場久八の助力を得て、駿州往還もしくは富士山麓の中道往還・若彦路経由で甲斐へ逃げ帰ったとされる（久八と安五郎はともに郡内の人斬り長兵衛の一家で渡世の修行を積んだ暖簾兄弟であったと伝わる）。
帰郷後は黒駒勝蔵らの子分を得て、故郷竹居村を拠点とした博徒として復帰するが、関東取締出役や石和代官に追われ、国分三蔵や祐天仙之助、上野の浪人犬上郡次郎、甲府柳町の三井卯吉らと敵対する。安政7年（1860年）には兄の甚兵衛が死去している。文久２年（1862年）2月17日、祐天、三蔵、郡次郎に加え、信州の目明し岡田村滝蔵(稲荷山宿瀧蔵）らの奸計により、石和代官所に捕縛される(『升太諸用日記』および「勤番杉浦家書簡」）。翌年3月に甲府堺町（甲府市中央二丁目）の牢に移され（『坂田家御用日記』）、10月6日に牢内で死去した。享年52。
安五郎の没後、その勢力は中村甚兵衛の子分となっていた黒駒勝蔵が継承する。勝蔵は甲斐国内では安五郎の敵である国分三蔵や犬上郡次郎と敵対し、さらに富士川舟運の権益を巡り駿河の清水次郎長と抗争を繰り広げる。

## 人物

### 安五郎の直筆書簡
生家の中村家には500点あまりの古文書群（中村家文書）が残されており、安五郎はじめ甲州博徒の動向についての史料となっている。年未詳10月23日「安五郎から兄甚兵衛宛書簡」（「中村家文書」）は安五郎直筆の書簡で、博徒親分の直筆書簡は珍しく、博徒の教養を伺う史料としても注目されている。文書の寸法は縦26.2センチメートル、横31.9センチメートル。
この安五郎書簡には年記がないが、文中で言及されている代官の人事異動に関する部分「小林御代官様御引替相成付而者、石和御代官様甲府長善寺前御勤被成候と相定、早速小林御代官様御出府由承知仕候」に関して、高橋敏はこれを「甲府長善寺前代官・小林藤之助が江戸へ出府し、後任として石和代官が甲府長禅寺前代官に異動した」と解釈した。小林藤之助は天保13年（1842年）に松坂久斎の後任として甲府代官となり、嘉永2年（1849年）に関東代官に転任している。高橋敏はこの事実から、文書の年代を嘉永2年（1849年）に比定した。
ただし、小林藤之助の後任は市川代官であった福田道昌で、安政元年（1854年）まで甲府代官を務めている。一方、石和代官の佐々木道太郎は天保13年に石和代官に着任すると、嘉永4年（1851年）に関東代官に転任している。よって安五郎書簡の年代を嘉永2年に比定した場合には代官の人事情報を正確に反映しておらず、安五郎が知り得た代官の人事情報は誤りであると考えられていた。
一方、髙橋修は安五郎書簡の代官人事異動に関する部分の読み方から、「小林藤之助が甲府長禅寺前代官に移動することが決まり、甲府へ出府することを石和代官・佐々木道太郎が承知した」と解釈し、小林が「出府」したのは江戸ではなく甲府であるとし、文書の年代を小林藤之助が甲府代官に着任した年である天保13年（1842年）に比定することも可能であることを指摘した。市川代官であった小林藤之助は天保13年に甲府長善寺前代官に転任しているため、この解釈に従えば代官の人事異動と整合性が取れるが、髙橋修は2013年時点でこの問題を未解決としている。

### 安五郎の風貌
嘉永6年（1853年）の島抜けに際して作成された「島抜け流人安五郎人相書」（新島村博物館所蔵）によれば、安五郎の風貌は色白で鼻筋が通り細目で、背中には槍傷があったという。

## 安五郎の没年月日と墓所

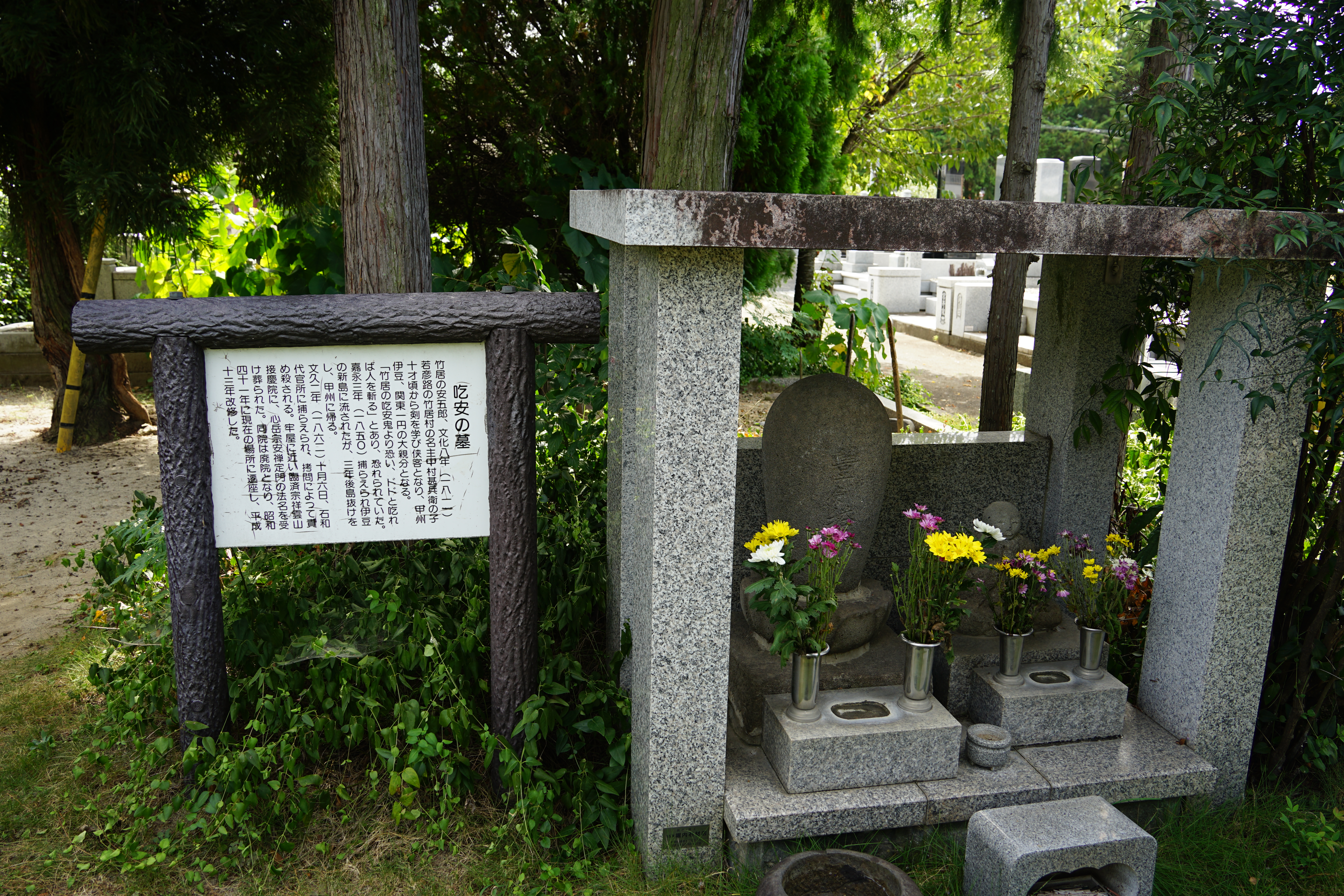
吃安の墓（佛陀寺）

安五郎の墓所は笛吹市石和町唐柏の常在寺、笛吹市八代町竹居の浄源寺、笛吹市石和町市部の仏陀禅寺の三箇所にある。墓石に刻まれた没年は三箇所の墓所で異なり、常在寺の墓石には嘉永7年（1854年）12月5日、浄源寺の墓石には文久2年（1861年）2月17日、仏陀禅寺の墓石には文久2年10月6日の年記が刻まれている。
『坂田家御用日記』文久2年3月12日条に拠れば、安五郎は同年同日までに石和代官に捕縛され入牢しており、生存が確認され、仏陀禅寺墓石の文久2年10月6日死去が蓋然性の高い説であると考えられている。
一方、常在寺墓石の銘文に拠れば当墓石を建てたのは安五郎の子分石原市五郎であると記され、同墓石が記す嘉永7年（1854年）説は、この頃安五郎は新島を脱出して甲斐に潜伏している時期にあたり、島抜けをした安五郎が役人の追跡をかわすための偽装工作として墓石を建てた可能性が考えられている。
一方、浄源寺墓石の文久2年（1861年）2月17日説は安五郎が捕縛され入牢した年月日であり、入牢したその日を死亡日として判断し記されたものであると考えられている。
仏陀禅寺の墓石は案内板によれば安五郎の墓石は「牢屋に近い臨済宗祥雲山接慶院」に存在し、法名は「心岳宗安禅定門」であったという。その後、接慶院が廃寺となり、1966年（昭和41年）に安五郎の墓石は仏陀禅寺に移され2001年（平成13年）に改修されたという。

## 逸話
- 以下は「信濃屋喜兵衛留書」を除き、子母澤寛の聞き書き調査『游侠奇談』(遊侠譚)による。
- 安五郎はどんなに有能な旅人でも「いびき」をかく者は身内にしなかった。理由は賭場開帳の際に忍びこんできた役人の足音がわからなくなること、また逃亡の際には藪の中でも寺の縁の下でも眠らねばならず、いびきをかいていてはすぐに見つかってしまうためであるという。
- 子分の躾は厳格で、三ン下などが朝ふところに一文の銭でも持っていると「昨日の銭は昨日の内に使ってしまえ、懐が温かくなれば、男の魂がなまくらになるもんだ」と横っ面を張り倒したという。その裏で、少々名の売れた子分には若い衆の面倒で出費が嵩むため、内緒で金を与えていた。
- 17歳の時、人斬り長兵衛の代参で兄手合い７人と一緒に相模国道了尊の祭りに賭場を張りに行ったが、到着が遅れたため他の一家に場所を取られ盆を敷くことができなかった。連れの手合いは諦めたが、安五郎は多数の親分衆相手に直談判し、甲州弁で火の出るような啖呵を切り、見事賭場を分けて貰った。この時大いに吃りが出たため「吃安」の綽名がついたという。
- 竹居の一家は風呂から出ると真っ先に足袋を履いた。理由は「素裸でも斬り合いはできるが、裸足では斬り合いが出来ない」ためであるという。
- 中山道の大親分の信濃屋喜兵衛留書によると、画家の田崎草雲は竹居安五郎宅に宿泊した事があるという。
- 安五郎配下の主だった貸元には「四天王」に大場の久八、上井出の熊五郎、沢登の半兵衛、一ッ谷の浅五郎の四人がおり、また「十人衆」として黒駒の勝蔵、塩田の玉五郎、八代の綱五郎、二階の彌太郎、鴬宿の武兵衛、上芦川政五郎（政右衛門）、岡の孫右衛門、八代の伊之吉、八代の大亀、女無宿おりは等が、それぞれ縄張りに配置され、目を光らせていたと言う。

## 安五郎が登場する作品
小説
- 高橋直樹『裏返しお旦那博徒』（文藝春秋、2001年）
- 木内一裕『喧嘩猿』（講談社、2013年） ISBN 978-4-06-218435-9
- 竹内勇太郎『甲州遊侠伝ー俺はども安』（二見書房、1965年）

テレビドラマ
- 甲州遊侠伝 俺はども安（フジテレビ系、1965年） - 演：砂塚英夫
- 風の中のあいつ（TBS系、1973年） - 演：長門裕之